# 브래킷 턴

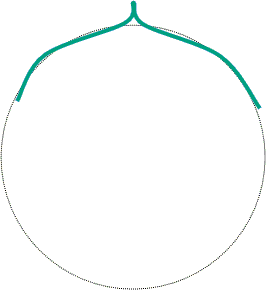

브래킷 턴(bracket turn)은 피겨 스케이팅에서 한발 회전의 일종이다. 회전하는 동안 가장자리 사이의 전환은 3회전과 같다. 얼음판에서 회전의 추적은 브래킷과 닮았다.
브래킷은 피겨 스케이팅에서 고급 회전을 고려해서, 일반적 스텝 시퀀스 대신의 방향을 변경하는 간단한 수단으로만 나타난다.